# روزبه بمانی
روزبه بمانی (زادهٔ ۷ آذر ۱۳۵۸) شاعر، ترانه‌سرا و خواننده ایرانی است.او به عنوان ترانه‌سرا سابقه همکاری با هنرمندان نامی ایران از جمله معین، داریوش، ابی، گوگوش، منصور، هلن، خشایار اعتمادی، سعید شهروز، محسن چاوشی، بهنام صفوی، بهنام صفاریان، محمد اصفهانی، احسان خواجه‌امیری، کامران و هومن، محمد علیزاده، فرزاد فرزین، محسن یگانه، مهدی یراحی، کاوه یغمایی، بهنام بانی ،رضا یزدانی،امیرعباس گلاب، بیژن مرتضوی و پویا را در کارنامه هنری خود دارد.

## زندگی شخصی
روزبه بمانی متولد ۷ آذر ماه سال ۱۳۵۸ در تهران، منطقهٔ دهکده المپیک است. البته در کنسرتی که اخیرا در همدان برگزار کرد رسما اعلام که این شهر سرزمین نیاکان و آباواجدادی اوست که این خبر برای تماشاگران جذاب و درعین حال شوکه کننده بود و واکنشهای جالبی به همراه داشت. به هر حال او در خانواده‌ای متولد شد که هیچ پیشینهٔ هنری ندارد، اما به گفتهٔ خود او به هنر علاقه‌مند است. او در جوانی فوتبال را به‌طور جدی دنبال می‌کرد. وی عضو تیم جوانان استقلال تهران بود و تا اردوی تیم ملی جوانان ایران در فوتبال رشد کرد. اما او فوتبال را ادامه نداد و به تحصیل در رشتهٔ مهندسی متالورژی مشغول شد. پس از مدتی از تحصیل در این رشته انصراف داد و دانشجوی رشتهٔ مهندسی نرم‌افزار شد و این رشته را نیز به پایان نرساند. در ادامه وی به تحصیل در رشتهٔ ادبیات فارسی پرداخت، اما پایان آن نامشخص است.

## فعالیت حرفه‌ای
بمانی از نوجوانی به حافظ و سعدی علاقه داشت. او رفته‌رفته به شعر نو علاقه‌مند و با آثار اخوان ثالث و فروغ فرخزاد آشنا شد. او در ۱۸ سالگی اولین شعر خود را در قالب شعر نو و تحت تأثیر اشعار سهراب سپهری و احمد شاملو نوشت و در ۱۹ سالگی اولین ترانه‌اش را سرود.
وی در سال‌های فعالیتش با بسیاری از خوانندگان مشهور ایران کار کرده و چندبار در نظرسنجی‌های مختلف به عنوان «بهترین ترانه‌سرای سال» دست یافته‌است. او در تیتراژ برخی برنامه‌های تلویزیونی، از نام‌های مستعار «بهزاد بمانی» و «بهروز بمانی» استفاده کرده‌است و بسیاری از خوانندگانی که از اشعار و ترانه‌های وی استفاده کرده‌اند نیز نام‌های مستعار وی را به عنوان ترانه‌سرا درج نموده‌اند. او بعد از سال‌ها موفق شد در مهر ماه نود و هفت آلبوم شخصی خود را با نام «کجا باید برم» منتشر کند.

### خوانندگی
او به گفته خودش علاقه‌ای به خوانندگی ندارد و تنها در جوانی وسوسهٔ برخی ترانه‌ها وی را به خوانندگی ترغیب می‌کرد.
در سال ۱۳۸۵ ترانه منو زیر سایه خودت بگیر (سروده خودش) را با همکاری نیما مسیحا و مهدی یراحی اجرا نمود. در سال ۱۳۸۶ تیتراژ برنامه شب شیشه‌ای را با ترانه‌ای به همین نام، سروده خودش اجرا نمود. او همچنین پس از زلزله‌های آذربایجان شرقی در سال ۱۳۹۱ دکلمهٔ آوار را به مردم این استان تقدیم کرد.
روزبه بمانی پس از خواندن قطعهٔ کجا باید برم به عنوان تیتراژ و موسیقی متن فیلم لاتاری محبوبیت بسیاری کسب کرد.
«برف و کاج» دومین آلبوم استودیویی او، شامل ۶ قطعه است که به صورت هفتگی از تاریخ ۱۴بهمن ۱۴۰۳ تا ۱۷ اسفند ۱۴۰۳ منتشر شدند.
آهنگ‌های منتشر شده با صدای روزبه بمانی:
| سال  | نام آهنگ                   | شاعر        | آهنگساز                  | تنظیم کننده                                                                          | توضیحات | منبع   |
| ---- | -------------------------- | ----------- | ------------------------ | ------------------------------------------------------------------------------------ | --- | ------ |
| ۱۳۸۵ | منو زیر سایه ی خودت بگیر   | روزبه بمانی | مهدی یراحی               | بهروز صفاریان                                                                        | به همراه نیما مسیحاو مهدی یراحی |        |
| ۱۳۸۶ | شب شیشه ای                 | روزبه بمانی | مهدی یراحی               |                                                                                      | تیتراژ برنامه ای به همین نام |        |
| ۱۳۹۱ | آوار                       | روزبه بمانی | احسان نی‌زن               | بهروز صفاریان                                                                        | دکلمه ای برای زلزله آذربایجان شرقی | [ ۱۱ ] |
| ۱۳۹۵ | خسته شدم                   | روزبه بمانی | علیرضا افکاری            | سعید زمانی                                                                           | تیتراژ فیلم سینمایی ربوده شده | [ ۱۲ ] |
| ۱۳۹۵ | کجا باید برم               | روزبه بمانی | علیرضا افکاری            | سعید زمانی                                                                           | موسیقی متن فیلم لاتاری | [ ۱۳ ] |
| ۱۳۹۶ | حالم خوش نیست              | روزبه بمانی | علیرضا افکاری            | سعید زمانی                                                                           | به یاد افشین یداللهی | [ ۱۴ ] |
| ۱۳۹۶ | خون بس                     | روزبه بمانی | دارکوب بند               | هومن نامداری                                                                         | همکاری با دارکوب بند | [ ۱۵ ] |
| ۱۳۹۶ | چالوس                      | روزبه بمانی | علیرضا افکاری            | سعید زمانی                                                                           | ویدیو این ترانه نیز به کارگردانی سپهر وکیلی منتشر شده‌است. | [ ۱۶ ] |
| ۱۳۹۶ | خودم خواستم                | روزبه بمانی | علیرضا افکاری            | شجاعت شفائی                                                                          | این قطعه برای فیلم سینمایی اسرافیل خوانده شده. | [ ۱۷ ] |
| ۱۳۹۶ | بدون تاریخ، بدون امضاء     | روزبه بمانی | احسان نی‌زن               | معین راهبر                                                                           | این قطعه برای فیلم سینمایی بدون تاریخ، بدون امضاء خوانده شده. | [ ۱۸ ] |
| ۱۳۹۷ | من حافظم                   | روزبه بمانی | علیرضا افکاری            | اشکان آبرون                                                                          | ویدیو این ترانه نیز به کارگردانی وحید امینی منتشر شده‌است. | [ ۱۹ ] |
| ۱۳۹۷ | بگو بله                    | روزبه بمانی | دارکوب بند               | هومن نامداری                                                                         | همکاری با دارکوب بند |        |
| ۱۳۹۷ | خِرقه                       | روزبه بمانی | احسان نی‌زن               | مهرداد احمدزاده                                                                      | تیتراژ پایانی سریال سر دلبران / اولین حضور در تلویزیون به عنوان خواننده تیتراژ / رمضان ۹۷ شبکه یک                                                                                         | [ ۲۰ ] |
| ۱۳۹۷ | آلبوم کجا باید برم         | روزبه بمانی | علیرضا افکاری            | سعید زمانی و معین راهبر و اشکان ابرون و مهرداد احمدزاده و هومن نامداری و شجاعت شفایی | |        |
| ۱۳۹۸ | یعنی تموم                  | روزبه بمانی | احسان نی‌زن               | سعید زمانی                                                                           | | [ ۲۱ ] |
| ۱۳۹۸ | اتفاق                      | روزبه بمانی | احسان نی‌زن               | سعید زمانی                                                                           | | [ ۲۲ ] |
| ۱۳۹۸ | اسمت که میاد               | روزبه بمانی | روزبه بمانی هومن نامداری | هومن نامداری                                                                         | | [ ۲۳ ] |
| ۱۳۹۸ | تنهایی                     | روزبه بمانی | احسان نی‌زن               |                                                                                      | گیتار: عادل روحنواز | [ ۲۴ ] |
| ۱۳۹۸ | من باهاش کار دارم این روزا | روزبه بمانی | روزبه بمانی هومن نامداری | هومن نامداری                                                                         | | [ ۲۵ ] |
| ۱۳۹۹ | بمان                       | روزبه بمانی | مصطفی میران              | سعید زمانی                                                                           | گیتار: فرشید ادهمی | [ ۲۶ ] |
| ۱۳۹۹ | بی تو بودن                 | روزبه بمانی | میلاد پرقوه              | سعید زمانی                                                                           | | [ ۲۷ ] |
| ۱۳۹۹ | علاج                       | روزبه بمانی | میلاد پرقوه              | سعید زمانی                                                                           | تیتراژ پایانی سریال ملکه گدایان به کارگردانی حسین سهیلی‌زاده | [ ۲۸ ] |
| ۱۳۹۹ | گل به خودی                 | روزبه بمانی | امین قباد                | سعید زمانی                                                                           | تیتراژ آغازین سریال ملکه گدایان نوازندگان: احسان نی‌زن و فرشید ادهمی | [ ۲۹ ] |
| ۱۴۰۰ | گلوله خوردن                | روزبه بمانی | احسان نی‌زن               | سعید زمانی                                                                           | | [ ۳۰ ] |
| ۱۴۰۰ | گنج                        | روزبه بمانی | امیررضا جلیلی            | میلاد هاشمی                                                                          | | [ ۳۱ ] |
| ۱۴۰۱ | شمال                       | روزبه بمانی | محمد زندوکیلی            | سعید زمانی                                                                           | | [ ۳۲ ] |
| ۱۴۰۱ | بسه برگرد                  | روزبه بمانی | مهرداد نصرتی             | سعید زمانی                                                                           | | [ ۳۳ ] |
| ۱۴۰۲ | چشمات                      | روزبه بمانی | حامد حسینی               | سعید زمانی                                                                           | |        |
| ۱۴۰۲ | بعد از رفتن                | روزبه بمانی | مهرداد نصرتی             | سعید زمانی                                                                           | |        |
| ۱۴۰۲ | بالا بلند                  | روزبه بمانی | احسان نی‌زن               | سعید زمانی                                                                           | |        |
| ۱۴۰۲ | بی حرف                     | روزبه بمانی | حامد حسینی               | سعید زمانی                                                                           | |        |
| ۱۴۰۲ | تاریک                      | روزبه بمانی | مهرداد نصرتی             | سعید رضایی                                                                           | |        |
| ۱۴۰۳ | هق هق                      | روزبه بمانی | حامد حسینی               | مهرداد احمدزاده                                                                      | |        |
| ۱۴۰۳ | بازنده                     | روزبه بمانی | امین قباد                | سعید زمانی                                                                           | تیتراژ پایانی سریال بازنده |        |
| ۱۴۰۳ | حکم                        | روزبه بمانی | حامد حسینی               | سعید زمانی                                                                           | تاریخ انتشار: 9 آذر ماه |        |
| ۱۴۰۳ | برف و کاج                  | روزبه بمانی | حامد حسینی               | سعید زمانی                                                                           | از آلبوم برف و کاج انتشار در ۱۴ بهمن ۱۴۰۳ |        |
| ۱۴۰۳ | پایان خوب                  | روزبه بمانی | فرامرز نصیری             | مهرداد احمدزاده                                                                      | از آلبوم برف و کاج انتشار در ۱۹بهمن ۱۴۰۳ |        |
| ۱۴۰۳ | صد سال تنهایی              | روزبه بمانی | امین قباد                | سعید زمانی                                                                           | از آلبوم برف و کاج انتشار در ۲۶ بهمن ۱۴۰۳ |        |
| ۱۴۰۳ | به من نگو خداحافظ          | روزبه بمانی | هومن نامداری             | هومن نامداری                                                                         | از آلبوم برف و کاج انتشار در ۳ اسفند ۱۴۰۳ |        |
| ۱۴۰۳ | اول ندیدمت                 | روزبه بمانی | حامد حسینی               | سعید زمانی                                                                           | از آلبوم برف و کاج انتشار در ۱۰ اسفند ۱۴۰۳ |        |
| ۱۴۰۳ | چند سال از امشب بگذره      | روزبه بمانی | حامد حسینی               | مهرداد احمدزاده                                                                      | از آلبوم برف و کاج انتشار در ۱۷ اسفند ۱۴۰۳ این ترانه با اندکی تغییر پیش از این در آلبوم «بی‌خوابی» سعید شهروز(۱۳۸۷) منتشر شده است و با نام «قرار۲» در کتاب دنیای این روزای من هم آمده است. |        |
| ۱۴۰۴ | فرصت بده                   | روزبه بمانی | مهرداد نصرتی             | سعید رضایی                                                                           | |        |

### حضور در تئاتر و سینما
روزبه بمانی که به گفتهٔ خود در دوران نوجوانی نیز تجربه‌های زیادی در حوزه هنر تئاتر داشته‌است، در نمایش «کسی نیست همه داستان‌ها را به یاد آورد» به نویسندگی محمد چرمشیر و کارگردانی رضا حداد در شهریور و مهر ۱۳۹۳ در تماشاخانهٔ ایران‌شهر به ایفای نقش پرداخت. این نمایش پیش از این در سال ۱۳۸۲ در تالار قشقایی مجموعهٔ تئاتر شهر به روی صحنه رفت و پس از آن نیز در کشورهای مختلف اجرا شد.
روزبه بمانی سال ۹۴ در فیلم سینمایی «ربوده شده» به کارگردانی بیژن میرباقری و با حضور نیکی کریمی به ایفای نقش پرداخت. او در این فیلم سینمایی که دوست و همکار قدیمی وی علیرضا افکاری نیز حضور داشت، تعدادی از ترانه‌های خود را در فیلم و با صدای خود اجرا نمود.

### آلبوم‌ها
- "سکوت سرد" اثر کاوه یغمایی (۱۳۸۶) - ۶ ترانه سروده شده
- "شبح" اثر بهنام صفاریان (۱۳۸۶) - ۴ ترانه سروده شده
- "بی خوابی" اثر سعید شهروز (۱۳۸۷) - ۵ ترانه سروده شده
- "فصل من" اثر هلن (۱۳۸۸) - ۶ ترانه سروده شده[۳۶]
- "باید به تو برگردم" اثر خشایار اعتمادی (۱۳۸۹) - ۳ ترانه سروده شده
- "دنیای این روزای من" اثر داریوش اقبالی (۱۳۸۹)
- "بازی عوض شده" اثر علیرضا عصار (۱۳۹۰) - یک ترانه سروده شده
- "اعجاز" اثر گوگوش (۱۳۹۱) - ۳ ترانه سروده شده
- "تو محکومی به برگشتن" اثر خشایار اعتمادی (۱۳۹۱) - ۴ ترانه سروده شده
- "عاشقانه‌ها" اثر احسان خواجه امیری (۱۳۹۱)
- "امپراتور" اثر مهدی یراحی (۱۳۹۲) - ۴ ترانه سروده شده
- "شخصی" اثر فرزاد فرزین (۱۳۹۲) - ۳ ترانه سروده شده
- "پاروی بی قایق" اثر محسن چاوشی (۱۳۹۳) - ۲ ترانه سروده شده
- "پاییز، تنهایی" اثر احسان خواجه امیری (۱۳۹۳) – ۹ ترانه سروده شده[۳۷]
- از یاد می‌برم[۳۸]
- "۳۰ سالگی" اثر احسان خواجه امیری (۱۳۹۵) - ۶ ترانه سروده شده[۳۹]
- "معجزه" اثر بهنام صفوی (۱۳۹۵) - ۲ ترانه سروده شده
- "آینه قدی" اثر مهدی یراحی (۱۳۹۵) - ۳ ترانه سروده شده
- "منشور" اثر کاوه یغمایی (۱۳۹۵) - ۵ ترانه سروده شده
- "شانزلیزه" اثر فرزاد فرزین (۱۳۹۶) - ۴ ترانه سروده شده
- "کجا باید برم" اثر روزبه بمانی (۱۳۹۷) - ۱۳ ترانه سروده شده
- "شهر دیوونه" اثر احسان خواجه امیری (۱۳۹۷) - ۲ ترانه سروده شده
- "به من فرار کن" اثر محمدرضا علیمردانی (۱۳۹۸) - یک ترانه سروده شده
- "ماندگار" اثر معین (۱۳۹۸) - ۳ ترانه سروده شده

## کتاب اشعار[نیازمند منبع]
روزبه بمانی در سال ۱۳۹۵ مجموعه‌ای از اشعار عاشقانه‌اش را به نام «دنیای این روزای من» توسط نشر نگاه منتشر کرد. این کتاب تاکنون ۶ بار تجدید چاپ شده‌است. این کتاب متشکل است از ۲۵۰ ترانه‌ی عاشقانه که او در پانزده سال اخیر سروده‌است. نام یکی از ترانه‌های این کتاب، هم‌نام اسم کتاب است و قبلاً توسط داریوش اقبالی در آلبومی به نام دنیای این روزای من منتشر شده‌است.
او هم‌چنین گفته‌است که قصد دارد در آینده، ترانه‌های اجتماعی‌اش را در مجموعه‌ای دیگر منتشر کند.

### بخشی از ترانه‌شناسی
| سال  | ترانه                           | توضیحات یا نام آلبوم                                              | آهنگساز                    | تنظیم                    | منبع   |
| ---- | ------------------------------- | ----------------------------------------------------------------- | -------------------------- | ------------------------ | ------ |
| ۱۳۸۴ | بیراهه‌ها                        | تیتراژ پایانی سریال پیله‌های پرواز از علی لهراسبی                  | بهروز صفاریان              | بهروز صفاریان            | [ ۴۲ ] |
| ۱۳۸۶ | اولین حرف                       | «سکوت سرد» از کاوه یغمایی                                         | کاوه یغمایی                | کاوه یغمایی              | [ ۲ ]  |
| ۱۳۸۶ | ساده                            | «سکوت سرد» از کاوه یغمایی                                         | کاوه یغمایی                | کاوه یغمایی              | [ ۲ ]  |
| ۱۳۸۶ | می‌بینمت هنوزم                   | «سکوت سرد» از کاوه یغمایی                                         | کاوه یغمایی                | کاوه یغمایی              | [ ۲ ]  |
| ۱۳۸۶ | نسل سوخته                       | «سکوت سرد» از کاوه یغمایی                                         | کاوه یغمایی                | کاوه یغمایی              | [ ۲ ]  |
| ۱۳۸۶ | برگرد                           | «سکوت سرد» از کاوه یغمایی                                         | کاوه یغمایی                | کاوه یغمایی              | [ ۲ ]  |
| ۱۳۸۶ | تب صفر                          | «سکوت سرد» از کاوه یغمایی                                         | کاوه یغمایی                | کاوه یغمایی              | [ ۲ ]  |
| ۱۳۸۶ | خیال تو                         | تیتراژ برنامهٔ ماه عسل از محسن یگانه                               | محسن یگانه                 | شهاب اکبری               | [ ۳ ]  |
| ۱۳۸۷ | ما عاشق هم بودیم                | «بی‌خوابی» از سعید شهروز                                           | مهدی یراحی                 | بهروز صفاریان            | [ ۱ ]  |
| ۱۳۸۷ | چند سال از امشب بگذره؟          | «بی‌خوابی» از سعید شهروز                                           | مهدی یراحی                 | بهروز صفاریان            | [ ۱ ]  |
| ۱۳۸۷ | تبعیدی                          | «بی‌خوابی» از سعید شهروز                                           | مهدی یراحی                 | بهروز صفاریان            | [ ۱ ]  |
| ۱۳۸۷ | تو باید جای من باشی             | «بی‌خوابی» از سعید شهروز                                           | مهدی یراحی                 | بهروز صفاریان            | [ ۱ ]  |
| ۱۳۸۷ | حرفامو باور کن                  | «بی‌خوابی» از سعید شهروز                                           | مهدی یراحی                 | بهروز صفاریان            | [ ۱ ]  |
| ۱۳۸۸ | تصویر رؤیا                      | «معجزه خاموش» از داریوش                                           | مهدی یراحی                 | بهروز صفاریان            | [ ۴ ]  |
| ۱۳۸۸ | بیداری                          | «فصل من» از هلن                                                   | علیرضا افکاری              | علیرضا افکاری            | [ ۵ ]  |
| ۱۳۸۸ | حس تازه                         | «فصل من» از هلن                                                   | علیرضا افکاری              | علیرضا افکاری            | [ ۵ ]  |
| ۱۳۸۸ | دوباره تو                       | «فصل من» از هلن                                                   | علیرضا افکاری              | علیرضا افکاری            | [ ۵ ]  |
| ۱۳۸۸ | تردید                           | «فصل من» از هلن                                                   | علیرضا افکاری              | علیرضا افکاری            | [ ۵ ]  |
| ۱۳۸۸ | وقتی تو نباشی                   | «فصل من» از هلن                                                   | علیرضا افکاری              | علیرضا افکاری            | [ ۵ ]  |
| ۱۳۸۸ | مرد رؤیایی                      | «فصل من» از هلن                                                   | علیرضا افکاری              | منعم آتابای              | [ ۵ ]  |
| ۱۳۸۹ | به نام من                       | «دنیای این روزای من» از داریوش                                    | علیرضا افکاری              | علیرضا افکاری            | [ ۶ ]  |
| ۱۳۸۹ | سراب رد پای تو                  | «دنیای این روزای من» از داریوش                                    | علیرضا افکاری              | علیرضا افکاری            | [ ۶ ]  |
| ۱۳۸۹ | من از تو                        | «دنیای این روزای من» از داریوش                                    | علیرضا افکاری              | علیرضا افکاری            | [ ۶ ]  |
| ۱۳۸۹ | دنیای این روزای من              | «دنیای این روزای من» از داریوش                                    | علیرضا افکاری              | علیرضا افکاری            | [ ۶ ]  |
| ۱۳۸۹ | سلول بی‌مرز                      | «دنیای این روزای من» از داریوش                                    | علیرضا افکاری              | علیرضا افکاری            | [ ۶ ]  |
| ۱۳۸۹ | شکنجه‌گر                         | «دنیای این روزای من» از داریوش                                    | علیرضا افکاری              | علیرضا افکاری            | [ ۶ ]  |
| ۱۳۸۹ | قیصر                            | «دنیای این روزای من» از داریوش                                    | علیرضا افکاری              | علیرضا افکاری            | [ ۶ ]  |
| ۱۳۸۹ | اینجا چراغی روشنه               | «دنیای این روزای من» از داریوش                                    | علیرضا افکاری              | علیرضا افکاری            | [ ۶ ]  |
| ۱۳۸۹ | دعوت                            | «موسیقی و من» از بیژن مرتضوی                                      | علیرضا افکاری              | بیژن مرتضوی              | [ ۷ ]  |
| ۱۳۸۹ | باید به تو برگردم               | «باید به تو برگردم» از خشایار اعتمادی                             |                            |                          | [ ۱۰ ] |
| ۱۳۸۹ | مدارا                           | «باید به تو برگردم» از خشایار اعتمادی                             |                            |                          | [ ۱۰ ] |
| ۱۳۸۹ | مردونه تمومش کن                 | «باید به تو برگردم» از خشایار اعتمادی                             |                            |                          | [ ۱۰ ] |
| ۱۳۸۹ | بن‌بست                           | «باید به تو برگردم» از خشایار اعتمادی                             |                            |                          | [ ۱۰ ] |
| ۱۳۸۹ | دلت می‌خواد کی باشم              | «باید به تو برگردم» از خشایار اعتمادی                             |                            |                          | [ ۱۰ ] |
| ۱۳۸۹ | رفتن تو                         | «باید به تو برگردم» از خشایار اعتمادی                             |                            |                          | [ ۱۰ ] |
| ۱۳۸۹ | یه نفر هست                      | «باید به تو برگردم» از خشایار اعتمادی                             |                            |                          | [ ۱۰ ] |
| ۱۳۹۰ | نابرده رنج                      | تیتراژ نابرده رنج از احسان خواجه امیری و آلبوم «عاشقانه‌ها»        | علیرضا افکاری              | هومن نامداری             | [ ۹ ]  |
| ۱۳۹۰ | تابوت خالی                      | تیتراژ ویژه ماه عسل از مهدی یراحی                                 | مهدی یراحی                 | فرزاد فتاحی              |        |
| ۱۳۹۰ | مرز                             | تیتراژ کمی متفاوت از مهدی یراحی                                   | مهدی یراحی                 | فرزاد فتاحی              | [ ۱۲ ] |
| ۱۳۹۰ | بی تو کجا برم                   | تیتراژ آغازین ماه عسل از مهدی یغمایی                              |                            |                          |        |
| ۱۳۹۰ | هر جای دنیایی دلم اونجاست       | تیتراژ پایانی ماه عسل ۹۰، از آلبوم «امپراتور» (سال ۹۲) مهدی یراحی | مهدی یراحی                 | فرزاد فتاحی              | [ ۱۳ ] |
| ۱۳۹۰ | نشستم روبه‌روی تو                | تیتراژ عید فطر ماه عسل از حامد میرفتاحی و محمد پیوندی             | مهدی یراحی                 | فرزاد فتاحی              |        |
| ۱۳۹۰ | دیوار                           | تک‌آهنگ از داریوش اقبالی و فرامرز اصلانی                           | فرزاد فتاحی                | فرزاد فتاحی              | [ ۱۴ ] |
| ۱۳۹۰ | بازی عوض شده                    | «بازی عوض شده» از علیرضا عصار                                     |                            |                          |        |
| ۱۳۹۱ | تکیه بر باد                     | تیتراژ تکیه بر باد از محمد اصفهانی                                | مهدی یغمایی                | بهروز صفاریان            | [ ۱۵ ] |
| ۱۳۹۱ | اعجاز                           | «اعجاز» از گوگوش                                                  | علیرضا افکاری              | علیرضا افکاری            |        |
| ۱۳۹۱ | برای من                         | «اعجاز» از گوگوش                                                  | علیرضا افکاری              | علیرضا افکاری            |        |
| ۱۳۹۱ | بهشت                            | «اعجاز» از گوگوش                                                  | علیرضا افکاری              | علیرضا افکاری            |        |
| ۱۳۹۱ | «عاشقانه‌ها» از احسان خواجه‌امیری | «عاشقانه‌ها» از احسان خواجه‌امیری                                   | علیرضا افکاری              | هومن نامداری             |        |
| ۱۳۹۱ | یه تیکه زمین                    | تیتراژ یه تیکه زمین از محمد اصفهانی                               | علیرضا کهن دیری            |                          |        |
| ۱۳۹۱ | تو محکومی به برگشتن             | «تو محکومی به برگشتن» از خشایار اعتمادی                           |                            |                          |        |
| ۱۳۹۱ | منو آنقدر عاشق کن               | «تو محکومی به برگشتن» از خشایار اعتمادی                           |                            |                          |        |
| ۱۳۹۱ | تو هم رفتی                      | «تو محکومی به برگشتن» از خشایار اعتمادی                           |                            |                          |        |
| ۱۳۹۱ | چرا آنقدر زیبایی                | «تو محکومی به برگشتن» از خشایار اعتمادی                           |                            |                          |        |
| ۱۳۹۱ | واسه آبروی مردمت بجنگ           | تیتراژ برنامه پشت صحنه از محسن چاوشی و فرزاد فرزین                | محسن چاوشی                 | محسن چاوشی               |        |
| ۱۳۹۲ | به دادم برس                     | تیتراژ پایانی سریال مادرانه از احسان خواجه‌امیری                   | علیرضا افکاری              | علی بیرنگ - هومن نامداری |        |
| ۱۳۹۲ | ماه عسل                         | تیتراژ آغازین ماه عسل از فرزاد فرزین، «شخصی» از فرزاد فرزین       | فرزاد فرزین                | مهران خلیلی              |        |
| ۱۳۹۲ | دودکش                           | تیتراژ پایانی دودکش از رضا صادقی                                  | آریا عظیمی‌نژاد             | آریا عظیمی‌نژاد           |        |
| ۱۳۹۲ | تقدیر                           | تک‌آهنگ از احسان خواجه‌امیری                                        | بهروز صفاریان              | بهروز صفاریان            |        |
| ۱۳۹۲ | شهید آب و آتش                   | تک‌آهنگ از احسان خواجه‌امیری                                        | بهروز صفاریان              | بهروز صفاریان            |        |
| ۱۳۹۲ | تاوان                           | تیتراژ سریال آوای باران از احسان خواجه‌امیری «پاییز، تنهایی (۱۳۹۴) | علیرضا کهن‌دیری             | هومن نامداری             |        |
| ۱۳۹۳ | دروازه‌های دنیا                  | تک آهنگ از احسان خواجه‌امیری                                       | احسان خواجه‌امیری           | بهروز صفاریان            |        |
| ۱۳۹۳ | دارم عاشق میشم                  | «تب تند» از پویا                                                  | علیرضا افکاری              | پیام شمس                 |        |
| ۱۳۹۳ | تاراج                           | «کهکشانی‌ها» از رضا صادقی و آروین صاحب                             | رضا صادقی                  |                          |        |
| ۱۳۹۳ | قهوه قجری                       | «پاروی بی قایق» از محسن چاوشی                                     | محسن چاوشی                 | محسن چاوشی               |        |
| ۱۳۹۳ | دزیره                           | «پاروی بی قایق» از محسن چاوشی                                     | محسن چاوشی                 | امیر جمال‌فرد             |        |
| ۱۳۹۳ | نقاشی                           | رضا قویدل                                                         | علیرضا افکاری              |                          |        |
| ۱۳۹۴ | پرستش                           | تک‌آهنگ از داریوش                                                  | علیرضا افکاری              | علیرضا افکاری            |        |
| ۱۳۹۴ | دیگه رفته                       | تک‌آهنگ از منصور                                                   | منصور                      | پوریا نیاکان             |        |
| ۱۳۹۴ | خود همونی که میخوامی            | تک‌آهنگ از کامران و هومن                                           | عارف شکوری و کامران و هومن | عارف شکوری               |        |
| ۱۳۹۴ | آخرین اسیر                      | «مثل‌مجسمه» از مهدی یراحی                                          | آرش فتحی                   | سعید زمانی               |        |
| ۱۳۹۴ | اشتباه                          | «مثل‌مجسمه» از مهدی یراحی                                          | علیرضا افکاری              | سعید زمانی               |        |
| ۱۳۹۵ | کافیه                           | «معجزه» از بهنام صفوی                                             | بهنام کریمی                | بهروز صفاریان            |        |
| ۱۳۹۵ | معجزه                           | «معجزه» از بهنام صفوی                                             | بهنام صفوی                 | معین راهبر               |        |
| ۱۳۹۵ | سی سالگی                        | «سی‌سالگی» از احسان خواجه‌امیری                                     | علیرضا افکاری              | هومن نامداری             |        |
| ۱۳۹۵ | آخر همون شد                     | «سی‌سالگی» از احسان خواجه‌امیری                                     | علیرضا افکاری              | هومن نامداری             |        |
| ۱۳۹۵ | یه روزی میاد                    | «سی‌سالگی» از احسان خواجه‌امیری                                     | علیرضا افکاری              | هومن نامداری             |        |
| ۱۳۹۵ | بی‌تفاوت                         | «سی‌سالگی» از احسان خواجه‌امیری                                     | علیرضا افکاری              | هومن نامداری             |        |
| ۱۳۹۵ | نفس                             | «سی‌سالگی» از احسان خواجه‌امیری                                     | احسان نی‌زن                 | هومن نامداری             |        |
| ۱۳۹۵ | بعد تو                          | «سی‌سالگی» از احسان خواجه‌امیری                                     | احسان خواجه‌امیری           | هومن نامداری             |        |
| ۱۳۹۵ | شال گردن                        | «آینه قدی» از مهدی یراحی                                          | مهدی یراحی                 | سعید زمانی               |        |
| ۱۳۹۵ | سرما نزدیکه                     | «آینه قدی» از مهدی یراحی                                          | مهدی یراحی                 | سعید زمانی               |        |
| ۱۳۹۵ | نگو نگفتی                       | «آینه قدی» از مهدی یراحی                                          | احسان نی‌زن                 | سعید زمانی               |        |
| ۱۳۹۵ | حس تو                           | تک‌آهنگ از داریوش                                                  | فرزاد فتاحی                |                          |        |
| ۱۳۹۵ | منطق ندارم                      | تک آهنگ از کامران و هومن                                          | کامران و هومن و عارف شکوری | عارف شکوری               |        |
| ۱۳۹۵ | زخمی                            | تیتراژ پایانی سریال پرستاران از رضا یزدانی                        |                            |                          |        |
| ۱۳۹۵ | هرچی تو بخوای                   | تیتراژ ابتدایی برنامه تلویزیونی ماه عسل از محسن یگانه             | محسن یگانه                 | مهیار رضوان              |        |
| ۱۳۹۶ | چاردیواری                       | حس خوب از محمدرضا عیوضی                                           | علیرضا افکاری              | علیرضا افکاری            |        |
| ۱۳۹۶ | ماه عسل ۹۶                      | تیتراژ ابتدایی برنامه تلویزیونی ماه عسل از محمد علیزاده           |                            |                          |        |
| ۱۳۹۶ | ماه عسل ۹۶                      | تیتراژ پایانی برنامه تلویزیونی ماه عسل از سینا شعبانخانی          |                            |                          |        |
| ۱۳۹۶ | آلبوم باغ جنون                  | ترانهٔ باور از رضا آریایی                                          |                            |                          |        |
| ۱۳۹۶ | یه خواهش                        | از آلبوم شانزلیزه فرزاد فرزین                                     | علیرضا افشار               | بهروز علیاری             |        |
| ۱۳۹۶ | شمال                            | از آلبوم شانزلیزه فرزاد فرزین                                     | علیرضا افشار               | اشکان آبرون              |        |
| ۱۳۹۶ | شراب                            | از آلبوم شانزلیزه فرزاد فرزین                                     | فرزاد فرزین                | آرتین زمانی              |        |
| ۱۳۹۶ | شانزلیزه                        | از آلبوم شانزلیزه فرزاد فرزین                                     | فرزاد فرزین                | مهران خلیلی              |        |
| ۱۳۹۷ | رهایم نکن                       | تیتراژ پایانی مجموعه تلویزیونی رهایم نکن از محمد اصفهانی          |                            |                          |        |
| ۱۳۹۷ | ماه عسل ۹۷                      | تیتراژ ابتدایی برنامه تلویزیونی ماه عسل از بهنام بانی             | حامد برادران               | حامد برادران             |        |
| ۱۳۹۷ | ماه عسل ۹۷                      | تیتراژ پایانی برنامه تلویزیونی ماه عسل از مسیح و آرش              |                            | مسعود جهانی              |        |
| ۱۳۹۸ | درخت گردو                       | تیتراژ پایانی فیلم درخت گردو از علیرضا قربانی                     | حببب خرایی فر              | حبیب خزایی فر            |        |
| ۱۳۹۸ | ای کاش                          | قطعه سریال مانکن                                                  | فرزاد فرزین                | مهران خلیلی              |        |
| ۱۳۹۹ | خیال                            | تک آهنگ از احسان نی‌زن                                             | احسان نی زن                | سعید زمانی               |        |
| ۱۴۰۰ | زخم                             | تک آهنگ از فرزاد فرزین                                            | فرزاد فرزین                | مهران خلیلی              |        |
| ۱۴۰۱ | غریبه                           | تک آهنگ از علیرضا پوراستاد                                        | احسان نی زن                | مهرداد احمدزاده          |        |
| ۱۴۰۲ | باور نکردی                      | تک آهنگ از احسان نی‌زن                                             | احسان نی زن                | سعید زمانی               |        |
| ۱۴٠۲ | بی من تنها                      | تک آهنگ از دارکوب بند                                             |                            |                          |        |